# Племінні герцогства
Племінні герцогства (нім. Stammesherzogtum) — традиційна назва для групи декількох найбільших князівств, що утворились у складі Східного Франкського королівства (Німеччини) у IX—X століттях на основі територій, що раніше займали різноманітні племена германців. Ці князівства поступово досягли значного рівня незалежності від королів Німеччини й упродовж декількох століть після падіння Каролінгів відігравали роль базових державних утворень «Священної Римської імперії». Розвиток феодалізму і сепаратистських тенденцій в Німеччині призвели у XII столітті до розпаду герцогств. Проте традиція виділення декількох найбільших «племінних» регіонів збереглась й пізніше знайшли свій відбиток в системі курфюрств та імперських округів.
Зазвичай виділяють наступні п'ять племінних герцогств:
- Саксонське
- Франконське
- Баварське
- Швабське
- Тюринзьке

## Розселення німецьких племен
У період Великого переселення народів різноманітні німецькі племена розселились територією сучасної Німеччини. Північно-західні регіони, вздовж берегів Північного моря та нижньої течії Ельби зайняли сакси. На південний схід розселились тюринги. Землі на схід від Рейну займали франки. Території у верхів'ях Рейну, Майну та Дунаю були заселені алеманами і свевами. Південно-західні області Німеччини після розгрому ругіїв Одоакром у V столітті перейшли під владу баварів. Ці п'ять німецьких племен стали родоначальниками ранньофеодальних державних утворень, що склали після краху Каролінзької імперії Німецьке королівство: на землях саксів виникла Саксонське, тюрингів — Тюринзьке, франків — Франконське, аллеманів — Швабське, а баварів — Баварське герцогства.

## Виникнення й розвиток держав

### Саксонія
Сакси, імовірно, були єдиними з німецьких племен, хто зберіг свою національну ідентичність до часів Карла Великого. Вони доволі пізно увійшли до складу імперії Каролінгів (після війн 772—804 років). В умовах необхідності самостійно організовувати відсіч норманам і балтійським слов'янам, до кінця IX століття склалось Саксонське герцогство із власною династією. Воно розповсюдило свою владу на прилеглу Тюрингію й частину земель, відвойованих у західних слов'ян, де сформувалась система прикордонних марок. Представники Саксонської династії у 919 році успадкували престол Німецького королівства, а 961 року відродили Священну Римську імперію. У першій половині XII століття Саксонія перейшла під владу дому Вельфів, які розгорнули тривалу боротьбу з імператорами династії Гогенштауфенів. Поразка Вельфів від Фрідріха I Барбаросси призвело 1181 року до розділу герцогства Саксонія на декілька феодальних і церковних володінь. Пізніше сформувались два центри влади на саксонських територіях — Саксонське курфюрство (сучасна федеральна земля Саксонія) на південному сході і Брауншвейг-Люнебурзьке герцогство (з кінця XVII століття — Ганноверське королівство, сучасна земля Нижня Саксонія).

### Тюрингія
Тюринзьке герцогство було завойовано франками близько 550 року, а після розпаду імперії Каролінгів утворилось невелике Тюринзьке графство (пізніше ландграфство). Однак у XIII столітті воно розпалось: у західній частині сформувалось Гессенське ландграфство, а східна частина (сучасна земля Тюрингія) перейшла під владу дому Веттінів із Майсенської марки й пізніше було розподілено між численними нащадками цієї династії.

### Франконія
Територія Франконії здавна входила до складу франкського королівства Австразії, а після припинення династії Каролінгів на початку X століття утворилось широке Франконське герцогство, чий правитель Конрад I був обраний королем Німеччини. Однак у другій половині X століття імператор Оттон I Великий завоював Франконію й розподілив її між різними церковними державами (Вюрцбург, Фульда, Бамберг). У західній частині нащадки франконських герцогів зберегли частину володінь та у XI столітті навіть отримали імперський престол (Салічна династія). Ця територія стала основою майбутнього курфюрства Пфальцького. Східна Франконія пізніше увійшла до складу Баварії.

### Швабія
Свеви, що пішли у V столітті на Піренейський півострів, дали свою назву Швабському герцогству (сучасна земля Баден-Вюртемберг), що виникло у IX столітті на землях, заселених після уходу свевів алеманнами. У цьому герцогстві династії змінювали одна іншу, поки 1079 року влада не перейшла до Гогенштауфенів, за яких Швабія стала найважливішим німецьким князівством, а сама Священна Римська імперія пережила свій найвищий підйом. Але після смерті останнього імператора з дому Гогенштауфенів у 1268 році Швабія швидко розпалась, а на її території утворилось декілька десятків, а пізніше — понад сотню, феодальних володінь. Лише у XVI столітті почалось возвеличення двох найбільших швабських князівств — маркграфства Баден і герцогства Вюртемберг. Після Наполеонівських війн цим двом державам вдалось об'єднати територію колишнього герцогства Швабія.

### Баварія
Бавари були, ймовірно, нащадками ругіїв, розбитих королем Одоакром у 487 році, й найдавнішого кельтського населення сучасної Чехії. Вони досить рано визнали верховну владу франків, однак пізніше сформували власне Баварське герцогство під управлінням династії Агілольфінгів. У середині VIII століття Баварія увійшла до складу імперії Карла Великого, але вже наприкінці IX століття баварські землі були передані Луїтпольду, який відновив стародавнє Баварське герцогство. Воно стало одним з найбільших та найвпливовіших в імперії, а в період правління баварських герцогів із дому Вельфів стало головною територіальною опорою аристократичної опозиції німецьким імператорам. 1180 року Баварія перейшла під владу династії Віттельсбахів, які правили тут до 1918 року. На відміну від інших племінних герцогств, Баварії вдалось достатньо швидко подолати період феодальної роздробленості й з XVI століття Баварія однією з найбільших німецьких держав.

### Лотарингія
На відміну від інших племінних герцогств Лотарингія не являла собою етнічно-культурної спільності. Виникла 855 року внаслідок розділу володінь імператора Лотаря I, включала до свого складу різнорідні у національному та географічному плані області сучасних Нідерландів, Бельгії, Люксембургу, Рейнланд-Пфальцу, Ельзасу та Французької Лотарингії. Після припинення династії Каролінгів на початку X століття було сформовано Лотаринзьке герцогство, однак вже 959/965 року воно розпалось на дві держави: Нижня Лотарингія і Верхня Лотарингія. Перша припинила своє існування наприкінці XII століття й на його уламках виникли декілька окремих держав, таких як Брабантське та Гелдернське герцогства, Голландське графство тощо. Інша проіснувала довше, до 1736 року, коли її було приєднано до Франції. Віднесення Лотарингії до одного з племінних герцогств багато в чому суперечливе, ймовірно, базується на територіальній величині цього державного утворення й бажанні замінити як німецькотворче князівство Тюрингію, що швидко втратила незалежність.

## Система влади у герцогствах
Первинно на чолі племінних герцогств стояли, ймовірно, вожді відповідних німецьких племен, оточені воєнною знаттю. У період імперії Каролінгів ці вожді прийняли титул герцога як елемент культури Каролінзького Відродження і нової системи феодалізму. Герцоги привласнили собі право призначення єпископів, абатів і, часто, графів на території своїх князівств, формуючи таким чином регіональну владну еліту, незалежну від імператорів. Після смерті останнього німецького короля з династії Каролінгів герцоги взяли на себе функцію обрання нового короля. У подальшому ця традиція трансформувалась в інституцію курфюрстів-виборців Священної Римської імперії.
У той же час, утворення племінних герцогств — регіональних центрів влади у Німеччині, сприяло посиленню антагонізму між різними династіями й аристократичними групами в імперії, що вело до безперервних війн, боротьби за імперський престол та заколотів. Це значно послаблювало Німецьке королівство і стало однією з причин його фактичного розпаду.
Племінну складову в системі влади в герцогствах для періоду після Каролінгів слід розуміти не в сенсі етнічної єдності та відокремленості, а скоріше як вказівник на наявність достатньо закритого шару місцевої еліти. Ця еліта первинно очолювалась франкськими аристократами, але з плином часу все більшого значення набувала місцева німецька регіональна знать, чиї традиції якщо й походили з часів германських племен, то в істотній мірі вже втратили родове забарвлення.